# Rezultatele echipei naționale de fotbal a României
| · Rezultatele echipei naționale de fotbal a României |
| --- |
| - 2020–prezent (Meciurile 739 →) - 2000–2019 (Meciurile 529 – 738) - 1980–1999 (Meciurile 311 – 528 - 1960–1979 (Meciurile 153 – 310) - 1940–1959 (Meciurile 83 – 152) - 1922–1939 (Meciurile 1 – 82) |

Aceasta este lista rezultatelor echipei naționale de fotbal a României din anul 2020 până în prezent.

## 2020
| 7 iunie 2020Amical | Anglia | Anulat | România | Birmingham, Anglia  |  |
|                    |        |        |         | Stadion: Villa Park |  |

| 4 septembrie 2020Liga Națiunilor | România    | 1 – 1  | Irlanda de Nord              | București, România                                                         |  |
| 21:45 UTC+02:00                  | Pușcaș 26' | Raport | Magennis 13' 39' · Whyte 87' | Stadion: Arena Națională Spectatori: 0 Arbitru: François Letexier (Franța) |  |

| 7 septembrie 2020Liga Națiunilor | Austria                     | 2 – 3  | România                         | Klagenfurt am Wörthersee, Austria                                        |  |
| 21:45 UTC+02:00                  | Baumgartner 18' Onisiwo 82' | Raport | Alibec 4' Grigore 52' Maxim 69' | Stadion: Wörthersee Stadion Spectatori: 0 Arbitru: Glenn Nyberg (Suedia) |  |

| 8 octombrie 2020Calificări Euro 2020 | Islanda             | 2 – 1  | România         | Reykjavík, Islanda                                                         |  |
| 21:45 UTC+02:00                      | Sigurðsson 16', 35' | Raport | Maxim 63' (pen) | Stadion: Laugardalsvöllur Spectatori: 60 Arbitru: Damir Skomina (Slovenia) |  |

| 11 octombrie 2020Liga Națiunilor | Norvegia                          | 4 – 0  | România | Oslo, Norvegia                                             |  |
| 19:00 UTC+02:00                  | Haaland 13', 64', 74' Sørloth 39' | Raport |         | Stadion: Ullevål Stadion Arbitru: Ivan Kružliak (Slovacia) |  |

| 14 octombrie 2020Liga Națiunilor | România | 0 – 1  | Austria    | Ploiești, România                                      |  |
| 21:45 UTC+02:00                  |         | Raport | Schöpf 76' | Stadion: Ilie Oană Arbitru: Daniel Stefanski (Polonia) |  |

| 11 noiembrie 2020Amical | România                                                    | 5 – 3  | Belarus                                | Ploiești, România                                                   |  |
| 19:00                   | Mitrea 11' Marin 20' (pen.) Nedelcearu 31', 55' Pușcaș 44' | Raport | Kendysh 63' Bakhar 80' Klimovich 90+2' | Stadion: Ilie Oană Spectatori: 0 Arbitru: Georgi Kabakov (Bulgaria) |  |

| 15 November 2020Liga Națiunilor | România | 3 – 0 (La masa verde) | Norvegia | București, România                                       |  |
| 21:45                           |         | Raport                |          | Stadion: Arena Națională Arbitru: Ali Palabıyık (Turcia) |  |

| 18 November 2020Liga Națiunilor | Irlanda de Nord | 1 – 1  | România      | Belfast, Irlanda de Nord                                |  |
| 19:45                           | Boyce 56'       | Raport | Bicfalvi 81' | Stadion: Windsor Park Arbitru: Sandro Schärer (Elveția) |  |

## 2021
| 25 martie 2021Calificări CM 2022 | România                         | 3 – 2  | Macedonia de Nord        | București, România                                                           |  |
| 21:45                            | Tănase 28' Mihăilă 50' Hagi 85' | Raport | Ademi 82' Trajkovski 83' | Stadion: Arena Națională Spectatori: 0 Arbitru: Fábio Veríssimo (Portugalia) |  |

| 28 martie 2021Calificări CM 2022 | România | 0 – 1  | Germania   | București, România                                                      |  |
| 21:45                            |         | Raport | Gnabry 16' | Stadion: Arena Națională Spectatori: 0 Arbitru: Clément Turpin (Franța) |  |

| 31 martie 2021Calificări CM 2022 | Armenia                                        | 3 – 2  | România                   | Erevan, Armenia                                                                                             |  |
| 19:00                            | Sperțian 56' Haroian 86' Barseghian 89' (pen.) | Raport | Cicâldău 62' Cicâldău 72' | Stadion: Vazghen Sargsian anvan Hanrapetakan Marzadașt Spectatori: 4300 Arbitru: Andris Treimanis (Letonia) |  |

| 2 iunie 2021Amical | România | 1-2 | Georgia | Ploiești, România  |  |
|                    |         |     |         | Stadion: Ilie Oană |  |

| 6 iunie 2021Amical | Anglia | 1-0 | România | Middlesbrough, Anglia      |  |
| 17:00 BST          |        |     |         | Stadion: Riverside Stadium |  |

| 2 septembrie 2021 Calificări CM 2022 | Islanda | 0-2                         | România             | Reykjavík, Islanda                                            |  |
| 20:45 (18:45 UTC±0)                  |         | Report (FIFA) Report (UEFA) | Man 47' Stanciu 83' | Stadion: Laugardalsvöllur Arbitru: Aleksei Kulbakov (Belarus) |  |

| 5 septembrie 2021 Calificări CM 2022 | România             | 2-0                         | Liechtenstein | București, România                                          |  |
| 20:45 (21:45 UTC+3)                  | Toșca 11' Manea 18' | Report (FIFA) Report (UEFA) |               | Stadion: Arena Națională Arbitru: Kateryna Monzul (Ucraina) |  |

| 8 septembrie 2021 Calificări CM 2022 | Macedonia de Nord | 0-0                         | România | Skopje, Macedonia de Nord                                         |  |
| 20:45                                |                   | Report (FIFA) Report (UEFA) |         | Stadion: Toše Proeski Arena Arbitru: Antonio Mateu Lahoz (Spania) |  |

| 8 octombrie 2021 Calificări CM 2022 | Germania              | 2-1                         | România | Hamburg, Germania                                        |  |
| 20:45                               | Gnabry 52' Müller 81' | Report (FIFA) Report (UEFA) | Hagi 9' | Stadion: Volksparkstadion Arbitru: Cüneyt Çakır (Turcia) |  |

| 11 octombrie 2021 Calificări CM 2022 | România     | 1-0                         | Armenia | București, România                                         |  |
| 20:45 (21:45 UTC+3)                  | Mitriță 26' | Report (FIFA) Report (UEFA) |         | Stadion: Stadionul Steaua Arbitru: Daniele Orsato (Italia) |  |

| 11 noiembrie 2021 Calificări CM 2022 | România | 0-0                         | Islanda | București, România                                         |  |
| 20:45 (21:45 UTC+2)                  |         | Report (FIFA) Report (UEFA) |         | Stadion: Stadionul Steaua Arbitru: Serghei Karasev (Rusia) |  |

| 14 noiembrie 2021 Calificări CM 2022 | Liechtenstein | 0-2                         | România          | Vaduz, Liechtenstein                                     |  |
| 18:00                                |               | Report (FIFA) Report (UEFA) | Man 7' Bancu 87' | Stadion: Rheinpark Stadion Arbitru: Matej Jug (Slovenia) |  |

## 2022
| 25 martie 2022Amical | România | 0-1    | Grecia          | București, România                                                       |  |
| 20:15                |         | Raport | Bouchalakis 39' | Stadion: Stadionul Steaua Arbitru: Ricardo de Burgos Bengoetxea (Spania) |  |

| 29 martie 2022Amical | Israel         | 2-2                  | România              | Netania, Israel                                                                  |  |
| 20:45                | Dabbur 57' 85' | Report Report (UEFA) | Cicâldău 10' Man 23' | Stadion: Stadionul Netanya Spectatori: 6.970 Arbitru: Daniel Stefański (Polonia) |  |

| 4 iunie 2022Liga Națiunilor | Muntenegru              | 2-0    | România | Podgorica, Muntenegru                                                             |  |
| 21:45                       | Mugoša 66' Vukčević 87' | Raport |         | Stadion: Stadionul Pod Goricom Spectatori: 3.998 Arbitru: Andreas Ekberg (Suedia) |  |

| 7 iunie 2022Liga Națiunilor | Bosnia și Herțegovina | 1-0    | România | Zenica, Bosnia și Herțegovina                                                          |  |
| 22:05                       | Prevljak 68'          | Raport |         | Stadion: Stadionul Bilino Polje Spectatori: 4.500 Arbitru: Sascha Stegemann (Germania) |  |

| 11 iunie 2022Liga Națiunilor | România   | 1-0    | Finlanda | București, România                                                                     |  |
| 21:45                        | Bancu 30' | Raport |          | Stadion: Stadionul Rapid-Giulești Spectatori: 11.503 Arbitru: Harald Lechner (Austria) |  |

| 14 iunie 2022Liga Națiunilor | România | 0-3    | Muntenegru           | București, România                                                                       |  |
| 21:45                        |         | Raport | Mugoša 42', 56', 63' | Stadion: Stadionul Rapid-Giulești Spectatori: 11.657 Arbitru: Joao Pinheiro (Portugalia) |  |

| 23 septembrie 2022Liga Națiunilor | Finlanda  | 1-1    | România    | Helsinki, Finlanda                                                                      |  |
| 21:45                             | Pukki 12' | Raport | Tănase 52' | Stadion: Stadionul Olimpic Spectatori: 20.130 Arbitru: Carlos del Cerro Grande (Spania) |  |

| 26 septembrie 2022Liga Națiunilor | România                           | 4-1    | Bosnia și Herțegovina | București, România                                                                      |  |
| 21:45                             | Man 38' Pușcaș 73', 86' Rațiu 79' | Raport | Džeko 77'             | Stadion: Stadionul Rapid-Giulești Spectatori: 12.693 Arbitru: Halil Umut Meler (Turcia) |  |

| 17 noiembrie 2022Amical | România    | 1-2 | Slovenia             | Cluj Napoca, România                                                    |  |
| 18:30                   | Drăguș 63' |     | Sesko 26' Sporar 31' | Stadion: Cluj Arena Spectatori: 6.940 Arbitru: Nicolas Laforge (Belgia) |  |

| 20 noiembrie 2022Amical | Republica Moldova | 0-5 | România                                                         | Chișinău, Moldova                                                          |  |
| 20:30                   |                   |     | Moruțan 9' Drăguș 40' Cicâldău 61' Paraschiv 71' (pen.) Rus 89' | Stadion: Stadionul Zimbru Spectatori: 6.000 Arbitru: Yașar Ugurlu (Turcia) |  |

## 2023
| 25 martie 2023Calificări Euro 2024 | Andorra | 0-2    | România            | Andorra la Vella, Andorra                                     |  |
| 21:45                              |         | Raport | Man 35' Alibec 50' | Stadion: Estadi Nacional Spectatori: 2.927 Arbitru: Dario Bel |  |

| 28 martie 2023Calificări Euro 2024 | România               | 2-1    | Belarus     | București, România                                                   |  |
| 21:45                              | Stanciu 17' Burcă 19' | Raport | Morozov 86' | Stadion: Arena Națională Spectatori: 27.837 Arbitru: Allard Lindhout |  |

| 16 iunie 2023Calificări Euro 2024 | Kosovo | 0-0    | România | Priștina, Kosovo                                                           |  |
| 21:45                             |        | Raport |         | Stadion: Stadionul Fadil Vokrri Spectatori: 11.000 Arbitru: Danny Makkelie |  |

| 19 iunie 2023Calificări Euro 2024 | Elveția          | 2-2    | România            | Lucerna, Elveția                                                  |  |
| 21:45                             | Amdouni 28', 41' | Raport | Mihăilă 89', 90+2' | Stadion: Swissporarena Spectatori: 14.400 Arbitru: Daniele Orsato |  |

| 9 septembrie 2023Calificări Euro 2024 | România    | 1-1    | Israel     | București, România                                                 |  |
| 21:45                                 | Alibec 27' | Raport | Gloukh 53' | Stadion: Arena Națională Spectatori: 49.193 Arbitru: Slavko Vinčić |  |

| 12 septembrie 2023Calificări Euro 2024 | România                   | 2-0    | Kosovo | București, România                                                 |  |
| 21:45                                  | Stanciu 83' Mihăilă 90+3' | Raport |        | Stadion: Arena Națională Spectatori: 29.982 Arbitru: Willy Delajod |  |

| 12 octombrie 2023Calificări Euro 2024 | Belarus | 0-0    | România | Budapesta, Ungaria                                                |  |
| 21:45                                 |         | Raport |         | Stadion: Szusza Ferenc Stadion Spectatori: 0 Arbitru: Espen Eskås |  |

| 15 octombrie 2023Calificări Euro 2024 | România                                            | 4-0    | Andorra | București, România                                                 |  |
| 21:45                                 | Stanciu 23' Hagi 28' R. Marin 44' (pen.) Coman 50' | Raport |         | Stadion: Arena Națională Spectatori: 21.723 Arbitru: Kristo Tohver |  |

| 18 noiembrie 2023Calificări Euro 2024 | Israel    | 1-2    | România             | Felcsút, Ungaria                                                     |  |
| 21:45                                 | Zahavi 2' | Raport | Pușcaș 10' Hagi 63' | Stadion: Stadion Pancho Spectatori: 2.921 Arbitru: François Letexier |  |

| 21 noiembrie 2023Calificări Euro 2024 | România    | 1-0    | Elveția | București, România                                                |  |
| 21:45                                 | Alibec 50' | Raport |         | Stadion: Arena Națională Spectatori: 50.224 Arbitru: Davide Massa |  |

## 2024
| 22 martie 2024Amical | România | 1–1 | Irlanda de Nord | București, România                                                                |  |
| 21:45                | Man 23' |     | Reid 7'         | Stadion: Arena Națională Spectatori: 30.439 Arbitru: Kristoffer Karlsson (Suedia) |  |

| 26 martie 2024Amical | Columbia                             | 3–2 | România               | Madrid, Spania                                                                      |  |
| 21:30                | Córdoba 6' J. Arias 35' Asprilla 79' |     | Hagi 84' Tănase 90+3' | Stadion: Cívitas Metropolitano Spectatori: 30.439 Arbitru: Alejandro Muñiz (Spania) |  |

| 4 iunie 2024Amical | România | 0–0 | Bulgaria | București, România                                                              |  |
| 21:30              |         |     |          | Stadion: Stadionul Steaua Spectatori: 19.024 Arbitru: Atilla Karaoglan (Turcia) |  |

| 7 iunie 2024Amical | România | 0–0 | Liechtenstein | București, România                                                              |  |
| 21:00              |         |     |               | Stadion: Stadionul Steaua Spectatori: 25.907 Arbitru: Menelaos Antoniou (Cipru) |  |

| 17 iunie 2024Euro 2024 | România                            | 3–0 | Ucraina | München, Germania                                                        |  |
| 16:00                  | Stanciu 29' R.Marin 53' Drăguș 57' |     |         | Stadion: Allianz Arena Spectatori: 61.591 Arbitru: Glenn Nyberg (Suedia) |  |

| 22 iunie 2024Euro 2024 | Belgia                     | 2–0 | România | Köln, Germania                                                                      |  |
| 22:00                  | Tielemans 2' De Bruyne 80' |     |         | Stadion: RheinEnergieStadion Spectatori: 42.535 Arbitru: Szymon Marciniak (Polonia) |  |

| 26 iunie 2024Euro 2024 | Slovacia | 1–1 | România             | Frankfurt, Germania                                                        |  |
| 19:00                  | Duda 24' |     | R. Marin 37' (pen.) | Stadion: Waldstadion Spectatori: 45.033 Arbitru: Daniel Siebert (Germania) |  |

| 2 iulie 2024Euro 2024 | România | 0–3    | Țările de Jos              | München, Germania                                                          |  |
| 19:00                 |         | Raport | Gakpo 20' Malen 83', 90+3' | Stadion: Allianz Arena Spectatori: 65.012 Arbitru: Felix Zwayer (Germania) |  |

| 6 septembrie 2024Liga Națiunilor | Kosovo | 0–3    | România                             | Priștina, Kosovo                                                                      |  |
| 21:45                            |        | Raport | Man 40' Marin 51' (pen.) Drăguș 82' | Stadion: Stadionul Fadil Vokrri Spectatori: 12.872 Arbitru: Aliar Aghaev (Azerbaijan) |  |

| 9 septembrie 2024Liga Națiunilor | România                                   | 3–1    | Lituania  | București, România                                                              |  |
| 21:45                            | Mihăilă 4' Marin 87' (pen.) Mitriță 90+2' | Raport | Kučys 34' | Stadion: Stadionul Steaua Spectatori: 28.168 Arbitru: Rade Obrenovic (Slovenia) |  |

| 12 octombrie 2024Liga Națiunilor | Cipru | 0–3    | România                                  | Larnaca, Cipru                                                            |  |
| 21:45                            |       | Raport | Man 16' R. Marin 25' (pen.) Drăgușin 36' | Stadion: AEK Arena Spectatori: 6.092 Arbitru: Sascha Stegemann (Germania) |  |

| 15 octombrie 2024Liga Națiunilor | Lituania        | 1–2    | România                        | Kaunas, Lituania                                                                  |  |
| 21:45                            | Kučys 7' (pen.) | Raport | R. Marin 18' (pen.) Drăguș 65' | Stadion: stadion Dariaus ir Girėno Spectatori: 2.585 Arbitru: Nick Walsh (Scoția) |  |

| 15 noiembrie 2024Liga Națiunilor | România | 3–0 (La masa verde) | Kosovo | București, România       |  |
| 21:45                            |         | Raport              |        | Stadion: Arena Națională |  |

| 18 noiembrie 2024Liga Națiunilor | România                                 | 4–1    | Cipru      | București, România                                                          |  |
| 21:45                            | Bîrligea 2' R. Marin 42', 80' Coman 83' | Raport | Pittas 52' | Stadion: Arena Națională Spectatori: 45.318 Arbitru: Luca Pairetto (Italia) |  |